# حياة حلوة
حياة حلوة (بالصينية: 甘味人生) أو طعم الحياة (بالإنجليزية: Taste of Life)‏، بعنوان في الأصل سعى جاهد لنجح (بالصينية: 打拼出頭天)، هو مسلسل درامي على قناة سانلي تايوان في الساعة الثامنة لعام 2015 من إنتاج شركة ترانس وورلد للإنتاج التلفزيوني المحدودة (بالصينية: 映畫傳播) وشنغهوا للترفيه والاتصالات المحدودة (بالصينية: 升華娛樂傳播). تم عرض لأول مرة في 28 يوليو 2015، وتم بث الحلقة النهائية في 14 يونيو 2017. نجح بعد المسلسل الدرامي حب عالمي عام 2013، وكان يُبث كل يوم اثنين إلى جمعة. أصدر المسلسل الدرامي 491 حلقة، مما يجعله أطول مسلسل درامي على قناة سانلي تايوان.

## مسلسل درامي على قناة سانلي تايوان 8 مساء
يسبقه: حب عالمي (21 نوفمبر 2013 - 28 يوليو 2015)
مدة الإصدار: 28 يوليو 2015 - 14 يونيو 2017
يخلفه: عائلة واحدة (14 يونيو 2017 - 9 يناير 2018)